# Sönke Meinen
Sönke Meinen (* 1991 in Aurich) ist ein deutscher Musiker (Gitarre, Komposition), der Fingerstyle mit Einflüssen aus Jazz, Weltmusik und klassischer Musik verknüpft.

## Leben und Wirken
Meinen, der in Ihlow aufwuchs, studierte an der Hochschule für Musik Carl Maria von Weber Dresden bei Thomas Fellow, Stephan Bormann und Reentko Dirks.
Tourneen führten ihn nach Australien, China, Japan, Korea und in nahezu alle europäischen Länder. Er trat bei vielen renommierten Gitarrenfestivals auf, wie dem Ullapool Guitar Festival (Schottland), dem Ronda Guitar Festival (Spanien), den Presov Days of Classical Guitar (Slowakei), dem Vienna Fingerstyle Guitar Festival (Österreich), Festival Internazionale di Chitarra in Menaggio (Italien) und vielen weiteren. Sönke Meinen war Teil der „Acoustic Guitar Spectacular Tour“ in Australien und der "International Guitar Night" durch die USA und Kanada. 
Meinen tritt häufig in Soloprogrammen auf; als Solist veröffentlichte er die Alben Perpetuum Mobile (2016) und Spark (2022).  Daneben ist er in Duoprojekten mit dem Geiger Bjarke Falgren, mit dem die Alben Postcard to Self (2018) und The Circle (2024) erschienen, oder dem Gitarristen Philipp Wiechert tätig; mit Wiechert erschien das Album Cocoon (2023). 
Zudem wirkte Meinen von 2019 bis 2022 als Dozent an der Musikhochschule in Dresden und ist regelmäßig als Workshopleiter aktiv. Weiterhin ist er Initiator und gemeinsam mit Wiechert künstlerischer Leiter des seit 2011 jährlich stattfindenden Internationalen Freepsumer Gitarrenfestivals.

## Preise und Auszeichnungen
Meinen ist Preisträger diverser Wettbewerbe: 2015 erhielt er an der Hochschule Dresden den eco-Musikförderpreis 2015. Im Folgejahr war er Gewinner des Guitar Masters-Wettbewerbs und errang den Förderpreis des European Guitar Award. Im Duo mit Bjarke Falgren war er 2019 zweifach nominiert für die Danish Music Awards in den Kategorien „Album des Jahres (World)“ und „Komponist des Jahres“.

## Diskografie (Auswahl)
- 2016: Sönke Meinen: Perpetuum Mobile (Dr. Heart Music)
- 2018: Bjarke Falgren & Sönke Meinen: Postcard to Self (Gateway Music)
- 2022: Sönke Meinen: Spark  (recordJet)
- 2023: Sönke Meinen & Philipp Wiechert: Cocoon (Florecilla Records)
- 2024: Bjarke Falgren & Sönke Meinen: The Circle (Neue Meister)
- 2024: Sönke Meinen & Reentko Dirks: Tales of Winter (Florecilla Records)